# Gabriel Abrines
Gabriel Abrines Martí (Binisalem, Baleares, 27 de junio de 1966) es un exjugador de baloncesto español que desarrolló toda su carrera en diversos clubes de distintas categorías en España. 

## Trayectoria
Se formó como jugador en las categorías inferiores del Real Madrid y debutó en la liga ACB en la temporada 1989/90 en las filas del Huesca la Magia tras jugar durante 4 temporadas en las filas del Lagisa Gijón.
En la temporada 1991/92 fue uno de los integrantes la plantilla del desaparecido Cáceres CB que lograron el ascenso del equipo a la liga ACB, histórico por tratarse del primer y único equipo extremeño que ha participado en la máxima categoría del baloncesto español.
Una vez abandonada la práctica activa del baloncesto, Abrines se dedicó a entrenar a equipos de base.
Su hijo Álex Abrines también es jugador de baloncesto.

## Clubes
- Categorías inferiores Real Madrid.
- 1985-89 Primera B. Lagisa Gijón
- 1989-90 ACB. Huesca la Magia
- 1990-91 Primera División. CB Mallorca
- 1991-92 Primera División. Cáceres CB
- 1992-93 ACB. Cáceres CB
- 1993-94 Primera División. Gijón Baloncesto
- 1994-95 ACB. Somontano Huesca
- 1995-96 ACB. CB Gran Canaria
- 1996-97 ACB. Baloncesto Fuenlabrada
- 1997-98 Primera Autonómica. La Salle Palma
- 1998-99 Segunda División. La Salle Palma